# Минченок, Дмитрий Анатольевич
Дмитрий Анатольевич Минченок (род. 24 октября 1967, Витебск) — российский драматург, писатель, сценарист, актёр, импровизатор, режиссёр. Лауреат премии «Лавр» и Премии Фонда Народной артистки СССР Ирины Архиповой за лучшую книгу о музыке и музыкантах, 2001, номинант ТЭФИ

## Биография и творчество
Дмитрий Анатольевич Минченок родился 24 октября 1969 года, в Белоруссии, в Витебске. Окончил ГИТИС, курс Юрия Рыбакова. Драматург, писатель. Работал режиссёром и сценаристом, снимая фильмы по заказу «Первого Канала» и канала «Россия». Создал как автор идеи и сценарист двухсерийный телевизионный фильм «Моцарт», (премия ТЭФИ, премия «Лавровая ветвь»), продюсер Сергей Шумаков, Саида Медведева, соавтор Марина Дайновец. Создал уникальный жанр драматической импровизации. Впервые раскрыл образ Моцарта как масонского брата, возвысившегося благодаря своим связям. Как актёр и импровизатор выступает в уникальном жанре stand-up драма, сочиняя законченные драматические истории на глазах у зрителя в реальном времени. Дмитрий Минченок, являясь одновременно автором текста, режиссёром-постановщиком спектакля и актёром-импровизатором, применяет здесь свой авторский метод театрального исследования — импровизацию, возведенную в ранг нового жанра стенд-ап драмы, — и делает попытку «встать на место» своего героя — Канта, Модильяни, Моцарта, Баха, Ван Гога. В стенд-ап драме нет готового и заранее заученного текста, который актёр читает со сцены. Есть ключевые слова, видео, музыка, пара слов, произнесенных актрисой и т. д., которые маркируют структуру спектакля и помогают импровизатору двигаться, но ведёт его реакция зрителей. «Есть страшный зверь — зрительское внимание. Я вынужден не спускать с этого зверя глаз», — говорит Дмитрий Минченок. Спектакль о Ван Гоге стал одним из самых неожиданных и провокационных в цикле Дмитрия Минченка о трагических судьбах маленьких людей, наделенных великим даром. Поставил для музея и концертного зала Собор им Канта в Калининграде спектакль «Ужин в четыре руки» с Михаилом Ефремовым и Евгением Дятловым в главных ролях, продюсер Вера Таривердиева.
Автор единственной полной биографии композитора Исаака Дунаевского, изданной в серии ЖЗЛ, за которую получил Серебряную медаль Премии имени Ирины Архиповой в номинации «Лучшая книга о музыке и музыкантах». Автор книги «43 истории любви», в которых рассказывает о своих встречах со многими голливудскими знаменитостями.
Является автором художественной биографии знаменитой французской гадалки Мадам Ленорман.
В Московском художественном театре имени А. П. Чехова под руководством Олега Табакова была поставлена его пьеса «Концерт обреченных», режиссёр Юрий Еремин. Шла под названием «Последняя ошибка Моцарта», в которой рассказывается о встрече двух вдов: Моцарта и Сальери. Вдовы пытаются узнать, кто же на самом деле убил гениального композитора. Пьеса была опубликована в самом престижном британском театральном журнале «Plays International», перевод Джона Фридмана. По словам переводчика, редактор журнала, прочитав пьесу Минченка, снял раннюю пьесу Эдварда Олби, запланированную к публикации и поставил в номер потрясшую его пьесу русского драматурга.
В Театре Эстрады под руководством Геннадия Хазанова была поставлена его пьеса «Кто вы, мадам?» — криминальная биография Марлен Дитрих. Премьеру посетил президент России В. В. Путин.
Восстановил подлинную детективную историю приезда актрисы Марлен Дитрих в 1963 году в СССР и её выступление в Театре Эстрады с тогдашним любовником, композитором и дирижёром Burt Bacharach Бертом Бакараком, который был по мнению актрисы похищен ночью из своего номера агентами КГБ. Архивной изюминкой находок Минченка стали воспоминания рабочего сцены Юрия Кралина, который таскал за Марлен Дитрих цветы, отдельный эпиход — давка в оркестровой яме, куда директор Театра Эстрады Николай Мясоедов пустил всех «безбилетных звезд», самой заметной из которых была Людмила Зыкина, которая вдруг в финале представления начала подпевать Марлен Дитрих из «ямы», страшно напугав знаменитую американку. На эту тему Минченок написал пьесу и рассказ.
В латышском театре Дайлес была поставлена скандальная биография литературной героини Кармен под названием «Кармен Иначе», написанная с точки зрения быка.
Вершиной деятельности Минченка, как кинодокументалиста, стало создание вместе с режиссёром Ольгой Дубинской документального фильма о Первом Президенте Республики Абхазия Владиславе Ардзинба «Страсти по Владиславу». Продюсеры — Ольга Дубинская, Кесоу Хагба, Александр Жуков.
После трагической гибели супруги в 2012 году в Абхазии, Минченок, как режиссёр снял художественный фильм «Приношение жертвы» задуманный его возлюбленной — режиссёром о сути и смысле приношения жертв, и о том, как сакральная жертва влияет на судьбу.
За тридцать лет работы в кинематографе и на ТВ написал сценарии к 20 телевизионным фильмам и сериалам.
Нашёл и опубликовал уникальную магнитофонную запись закрытого выступления Никиты Хрущёва на встрече с интеллигенцией в 1961 году на Ленинских горах и в 1963 году в Кремле, когда Первый Секретарь КПСС Никита Хрущев обрушился с критикой на поэта Андрея Вознесенского, художников Иллариона Голицына и Павла Никонова, писателя Василия Аксенова. Ввёл эту плёнку в историко-архивный оборот.
На основе этой плёнки написал пьесу «Как нам было страшно или Хру-хру», которая шла в театре DOC. Поэт Андрей Вознесенский так писал о Дмитрии Минченке (собрание сочинений в 5 томах, издательство «Вагриус», 2002 г, стр. 173) "Писатель и драматург Дмитрий Минченок, обнаруживший эту аудиоплёнку, потрясенно говорил мне: «Как вы выдержали этот крик? Антисоветчина, антипартийщина… Я уверен, что ни один поэт нашего поколения не выдержал бы. Например, если бы Путин даже тихо сказал… Впрочем, и в нашем поколении подобный случай был единственный».
Вместе со своей супругой занимался популяризацией культуры Абхазии и Польши. Создал полное описание истории возникновения памятника «Могила неизвестного солдата» у Кремлёвской Стены в Москве на основе своих встреч с писателем и поэтом Сергеем Михалковым и бывшим первым секретарем МГК партии Николаем Егорычевым.
Был дружен с сыном писателя Владимира Набокова — Дмитрием Владимировичем, о котором написал книгу воспоминаний, в том числе о его работе на правительство США.
Написал книгу об актёре Владимире Этуше.
Автор предисловия к книге воспоминаний Ноны Мордюковой «Прощай казачка» в серии «Женщина-миф», издатель Соломон Каменский.
Вместе с супругой и режиссером Ольгой Дубинской, выдающимся абхазским актером Кесоу Хагба провел документальное расследование о последних днях жизни абхазского политика сталинской эпохи Нестора Лакоба на основе воспоминаний его личного охранника и водителя Давлете Кандалия. Уникальные рукописные воспоминания последнего водителя сталинского наркома были сожжены самим автором. Дмитрию Минченку удалось сохранить аудио копию этих воспоминаний в перессказе самого бывшего водителя опального наркома.
Ведет цикл программ на телевидении, рассказывающий о великих актерах советской эпохи.
Кроме того Дмитрий Минченок записал цикл своих воспоминаний-рассказов о встречах с уникальными героями XX века; дружбе с Ириной Эренбург, невероятную историю устройства им первой выставки Марка Шагала в городе Витебске, когда он юным человеком вез в купе поезда "Москва -Полоцк" двадцать бесценных холстов Шагала, история взаимоотношений с дочерью знаменитого советского писателя Ильи Эренбурга - Ириной Ильиничной, директором "пушкинского музея" Ириной Антоновой, поиск "настоящих убийц Моцарта" - результат полугодовой научной работы в Вене и Зальцбурге, дружбе с поэтом Андреем Вознесенским, сатириком Аркадием Аркановым, писателем Андреем Битовым, драматургом Григорием Гориным, великими певцами Владиславом Пьявко и Ириной Архиповой.
По мнению экс-главного редактора журнала "Стори" Елены Кузменко, как драматург и рассказчик Дмитрий Минченок напоминает знаменитого рассказчика Ираклия Андронникова, оживляя в воображении своих слушателей легендарные фамилии, "например, как однажды он позвонил председателю Союза писателей Москвы товарищу Сидорову, чтобы поздравить со столетним юбилеем писателя Георгия Дмитриевича Гулиа, и что из этого получилось. Рассказывает про мудрого старика философа, учившего односельчан выбирать, что для них хорошо, а что плохо, если выбора нет. Про соседа сверху, устроившего крещенскую прорубь прямо в ванне городской квартиры. Делится впечатлениями о выставке «Пикассо и Хохлова» в Пушкинском музее. И объясняет, почему главным в общении со слушателем, зрителем или читателем для него всегда остается искренность". 
Историк советской песни.
В 2019 году Дмитрий Минченок в рамках Года Театра в России создал эксклюзивный проект — «Терра Инкогнито: от Магадана до Калининграда», в программе которого инсценировка двух повестей Дмитрия Минченка; повесть  о Марке Шагале "Нарушитель гравитации", созданная специально для магаданского Театра Кукол, вторая повесть, ставшая основой инсценировки: «Даниил Гранин: взгляд из будущего»  и пьеса «Ночь Рогоносца или враг Пушкина», продюсер и художественный руководитель магаданского Театра Кукол Дмитрий Шаповалов.
Вдохновенная работа над постановкой в Магаданском театре кукол длилась в течение года. Пьесу поставил режиссёр  и актер Владимир Диль, который придумал рассказывать историю от конца к началу. Роль знаменитого хулителя Пушкина беллетриста Булгарина и его жены исполнил блестящий актер-кукольник Дмитрий Мартынов. Художественный руководитель постановки - Дмитрий Шаповалов.
По словам драматурга «Ночь с Рогоносцем» получилась не документальной пьесой о взаимоотношениях соперничающих Пушкина и Булгарина, а скорее притчей о гении, который раздираем тысячами противречий, убивающих его. Можно сказать это история о том, как Пушкина убил его дар.
Спектакль — диалог о мере присутствия актёра в персонаже.
По сюжету — это исследование природы популярности. Кого мы называем гением?
Что человек привносит в жизнь других, что забирает у своих любимых, чтобы «священный дар», который он имеет, не оказался проклятием. Каждые десять минут спектакля представляют собой отдельный рассказ, но все они объединены одним общим стержнем.
Отдельным этапом в биографии писателя Минченка стала создание создание дилогии "Два Моцарта" - новой биографии Вольфганга Амадея Моцарта и роли в его судьбе массонских лож на основе истории создания оперы «Волшебная флейта», а также повести и оригинальной пьесы-притчи "Красный Моцарт", рассказывающей о жизни гениального композитора Исаака Дунаевского. Исаак Дунаевский представлен в пьесе в образе фантастической птицы, которая выпевает неземные мелодии. В пьесе юмористически передается образ жизни композиторов сталинской эпохи. В героях мхатовской постановки можно угадать праобразы Дмитрия Шостаковича, Сергея Прокофьева, Тихона Хренникова.
В 2022 году в издательстве "Молодая гвардия" вышел его дополненный роман-биография "Красный Моцарт"., выдвинутым издательством "Молодая гвардия" на соискание премии "Большая книга".
В 2020 году как главный автор сценария фильма "Дикая Лига" с участием "горца" Эдриена Пола, Олеси Судзиловской, Дмитрия Назарова и Ивана Охлобыстина попал в лонг-лист одной из самых престижных кинопремий мира "Золотой глобус".
Полемизировал с режиссером Юрием Грымовым о судьбах "новой драматургии" и том, какой она должна быть, чтобы цеплять зрителя.
В 2023 году в сотрудничестве с засл. арт. России дирижером Дмитрием Дмитриенко, художественным руководителем государственного академического ансамбля русской песни "Россия" им Людмилы Зыкиной как автор и режиссер создал музыкальный спектакль "Людмила" на основе своей одноименной пьесы - "Людмила Зыкина. 17 лет тайны", представленной в Доме Музыки. В основе сюжета рассказ о таинственном детстве Людмилы, дружбе с цыганами, побеге отца с фронта, авантюрная история знакомства народной певицы с рок-идолами "Битлз", дружба с Екатериной Фурцевой, пение в двенадцать часов ночи на балконе правительственного дома на улице Горького - из десяток бытовых деталей складывается портрет фантастической женщины, воспринявшей свой дар как муку и награду. В роли альтер-эго Людмилы Зыкиной выступила певица Нина Щацкая. Пьеса основана на личных воспоминаниях ближайшей подруги детства великой певицы Елены Лосевой.

## Пьесы и постановки
- «Кто вы, Мадам» или «Прощай Марлен Здравствуй» Постановка: Театр Эстрады, 2001 Художественный руководитель постановки — Геннадий Хазанов. Режиссёр-постановщик — Геннадий Шапошников. В главных ролях: Елена Морозова, Владимир Панков
- «Как нам было страшно» или «Господа, а не „пидарасы“ ли вы?» Докудрама о встрече Никиты Хрущёва с советскими мастерами культуры в Кремле накануне 8 марта 1963 года. Пьеса-детектив. Читка: Театр.doc
- «Концерт обреченных». Постановка: МХТ им Чехова, 2008 год. Художественный руководитель постановки — Олег Табаков. Режиссёр постановщик — Юрий Еремин. История встречи на одну ночь двух вдов. Одну зовут Констанца Моцарт, другую — Тереза Сальери. У них есть совсем немного времени, чтобы узнать, кто убил маленького гения всех времен и народов — Амадея Моцарта.
- «Чисто одесское убийство». Экспериментальный Театр-студия под руководством Вячеслава Спесивцева. История одной странной поездки на поезде двух влюбленных людей. Поезд едет не по станциям, а по годам и десятилетиям. Отправляется из Одессы в 1917 году, а прибывает в Москву — в 1941. Пассажиры влюбляются, умирают, жертвуют собой, становятся героями. Постановка: Московский Молодёжный театр под руководством Вячеслава Спесивцева. Режиссёр-постановщик — Вячеслав Спесивцев.
- «Ринг».[70] Пьеса-читка в театре «Современник». Режиссёр — Шамиль Хаматов.
- «Кармен-Иначе». Альтернативная биография литературного персонажа. Постановка: Липецк, 2012, Театр Дайлес (Рига), 2017
- «Фома Опискин»
- «Чемодан Моцарта». Постановка: Кафедральный собор на острове Канта (Калининград), 2017 Режиссёр-постановщик Дмитрий Минченок
- «Тень Модильяни». Постановка: Кафедральный собор на острове Канта (Калининград), 2017 Режиссёр-постановщик Дмитрий Минченок
- «Бах и его одиннадцать сыновей». Постановка: Кафедральный собор на острове Канта (Калининград), 2017 Режиссёр-постановщик Дмитрий Минченок
- «Кант и его тайные гости». Постановка: Кафедральный собор на острове Канта (Калининград), 2018 Режиссёр-постановщик Дмитрий Минченок
- «История Солдата. Жизнь Стравинского»
- «Танго на линии выстрела». Танго-пьеса для трёх тангистов и одного убийства. МХАТ им Горького.[71] Театр «Школа современной пьесы».[72] Режиссёр-постановщик Дмитрий Минченок. 2021 г. Композитор, саксофонист Никита Агафонов.
- «Когда голуби улетели». «Любовь и голуби» тридцать лет спустя. Читка: Фестиваль имени Владимира Гуркина, Черемхово-Иркутск, 2018
- «Красный Моцарт».[73] Постановка МХАТ им. Горького. Спектакль-открытие 63-го театрального сезона.[74] Режиссёр-постановщик Рената Сотириади.[75] В главной роли Сергей Шакуров.[76]
- «Баба Голубиная». Театр Российской Армии. Режиссёр-постановщик засл. арт. России Андрей Бадулин.[77] Бенефис нар. арт. России Алины Покровской. Пьеса — призёр драматургических конкурсов.[78][79]
- «Когда голуби улетели». Калининградский драматический театр. Продюсер Михаил Андреев.[80] Режиссёр-постановщик нар. арт. России Михаил Салес.[80][81]
- «Алиса без Кэролла». МХАТ им Горького. 2021 год.[82] Режиссёр-постановщик Дмитрий Минченок. В роли Алисы — Наталья Тетенова. В роли альтер-эго Алисы — солистка театра «Новая Опера» Елена Терентьева, в роли Кэрролла — Дмитрий Минченок.
- «Тайные правила Канта». Режиссёр-постановщик Дмитрий Минченок[83]. Исполнитель — Дмитрий Минченок. Собор имени Канта. Калининград. Продюсер — Вера Таривердиева.[84]
- «Людмила Зыкина. 17 лет тайны». Государственный академический ансамбль «Россия» им. Людмилы Зыкиной. Художественный руководитель — засл. арт. России Дмитрий Дмитриенко.
- 2019 — Дикая Лига
- 2018 — Грипп. Вторжение (ТВ)
- 2012 — Страсти по Владиславу
- 2011 — Завещание Леонардо или история одного ограбления (ТВ)
- 2011 — Битва за соль. Всемирная история (ТВ)
- 2009 — Пост № 1. Неизвестный солдат (ТВ)
- 2008 — Моцарт (мини-сериал)
- 2007 — Марк Шагал: искусство любви (ТВ)
- 2006 — Смертельная нагота (ТВ)
- 2006 — Антикиллер Хохлов. Исповедь предателя (ТВ)
- 2005 — Олег Меньшиков. Между Востоком и Западом (ТВ)
- 2003 — Русские амазонки (ТВ)